# Ricardo Coulthurst
Ricardo L. Coulthurst (ur. ? – zm. ?) – argentyński piłkarz, grający podczas kariery na pozycji bramkarza.

## Kariera klubowa
Ricardo Coulthurst podczas piłkarskiej kariery występował w klubie Quilmes Athletic.

## Kariera reprezentacyjna
Jedyny raz w reprezentacji Argentyny Coulthurst wystąpił 21 października 1906 w wygranym 2-1 meczu z Urugwajem, który był pierwszą edycją Copa Newton.